# Hotellplatsen

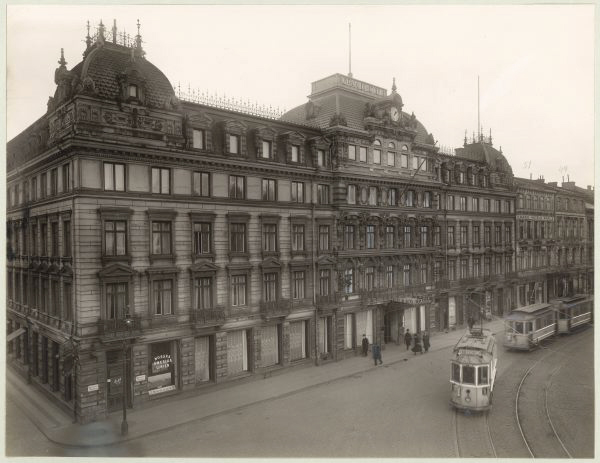
Grand Hotel Haglund år 1922.

Hotellplatsen är en plats vid Södra Hamngatan, Östra Larmgatan och Kvarnbron i stadsdelen Inom Vallgraven i centrala Göteborg. Platsen fick sitt namn år 1883 efter hotell Göta källare och Grand Hotel Haglund, vilka låg vid platsen.

## Historia
Hotellplatsen är belägen nära Göteborgs centralstation, vilket var ett bra läge för etablering av flera hotell. Göta källare var det första riktiga hotellet i Göteborg och etablerades redan åren 1810–1812. Hotellverksamheten upphörde år 1918, då SKF köpte huset. Byggnaden i vilken Grand Hotell Haglund inrymdes uppfördes år 1808 vid Södra Hamngatan 53–57 och revs år 1972. Palace Hotell öppnade år 1907 och året efter källarkrogen Gyllene hornet. Andra hotell i närheten är Hotell Eggers, Hotel Royal, Grand Hotel Opera, Scandic Europa, Radisson Blu Scandinavia Hotel och Clarion Hotel Post.